# Caleta Córdova
Caleta Córdova est une localité rurale argentine située dans le département d'Escalante, dans la province de Chubut.

## Histoire
Caleta Cordova a été fondée en 1920. L'activité portuaire commence par le débarquement de matériel pour la compagnie pétrolière Astra. En 1936, l'activité de pêche a commencé. Désormais, les bateaux de la flotte jaune opèrent dans le quai de pêche. Caleta Córdova est très proche du phare de San Jorge et constitue la porte d'entrée de Rocas Coloradas, qui fait aujourd'hui partie du parc côtier, avec lequel la localité cherche à développer le tourisme, plutôt que le pétrole et la pêche.
Le tourisme a connu un nouvel élan lorsque le quartier Presidente Ortiz et son patrimoine historique préservé ont fait l'objet d'une tentative de faire adopter par la Chambre des députés, en 2006, un projet de création d'un nouveau musée ferroviaire. L'objectif était de renforcer l'identité ferroviaire qu'il conserve encore aujourd'hui, ce qui en fait le lieu idéal pour le tracé urbain du train touristique de Comodoro Rivadavia, qui partirait de ce quartier en passant par Don Bosco et Astra, en ajoutant un embranchement vers Caleta Córdova, où l'on peut apprécier le phare de San Jorge et la beauté du paysage patagonien.
Le 8 août 2007, par la signature d'un traité entre l'État national et la province de Chubut. La province a ratifié le traité par la loi no 5668 le 18 octobre, et le Congrès national l'a ratifié par la loi no 26 446, adoptée le 3 décembre 2008. Cela a permis de créer le seul parc qui protège la côte argentine sous le nom de Parque Interjurisdiccional Marino Costero Patagonia Austral (parc interjuridictionnel marin côtier de Patagonie australe).